# Сью (динозавр)

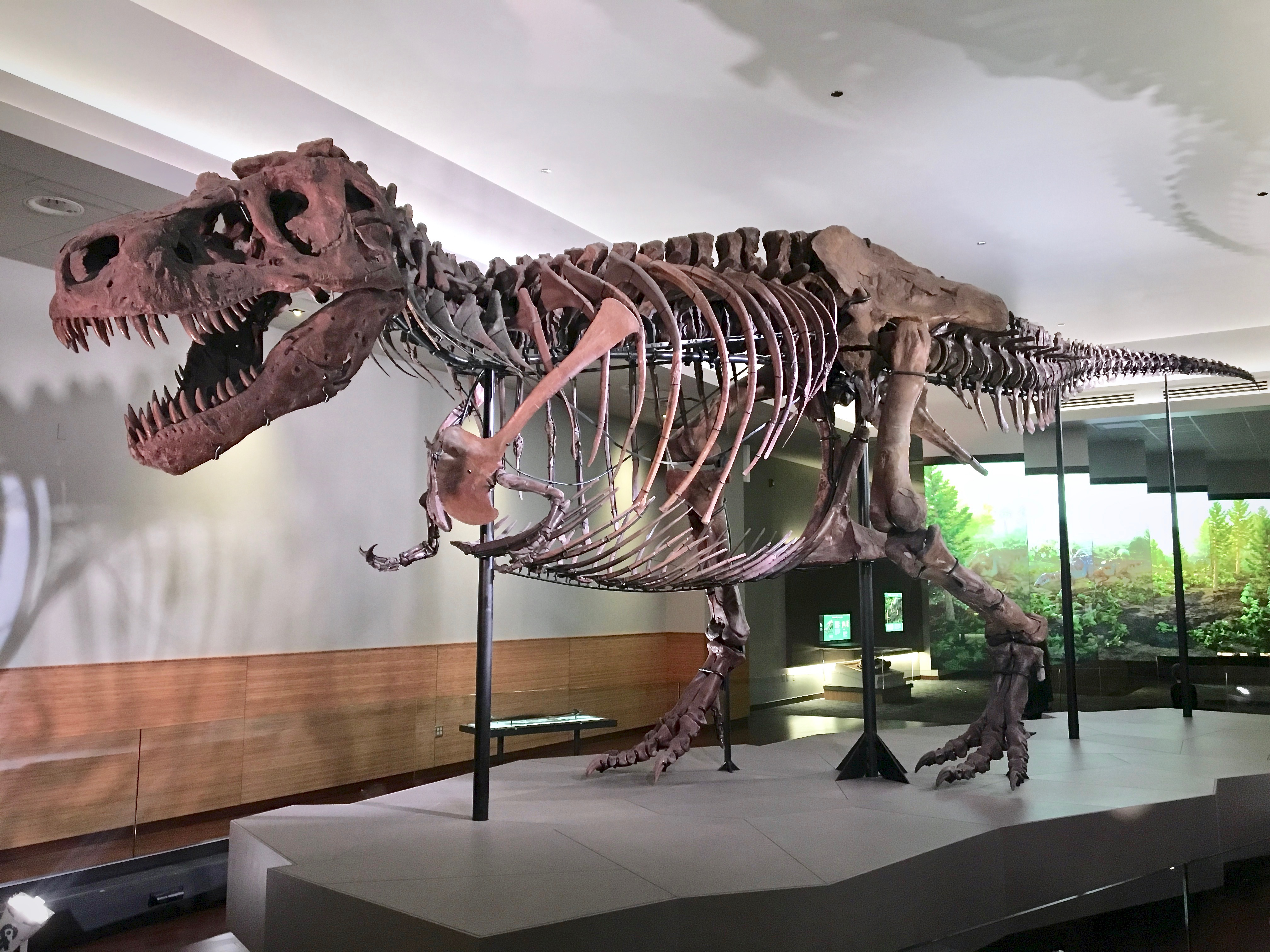
Скелет тиранозавра Сью у музеї Природної історії ім. Філда (м. Чикаго)

Сью (англ. Sue) — прізвисько, присвоєне одному з найбільших, найширших і найкраще збережених зразків тиранозавра за всю історію палеонтологічних досліджень. Рештки відкрила 12 серпня 1990 року дослідниця та палеонтологиня Сью Гендріксон, вони названі на її честь. Кістки збереглися понад 90 % і внесені до каталогу під номером FMNH PR 2081. Після врегулювання суперечок щодо права власності на знахідку, в жовтні 1997 року, зразки були продані в Музей природної історії ім. Філда (Чикаго, Іллінойс) за 8,3 млн доларів США.

## Відкриття
Влітку 1990 року група працівників Інституту, розташованого в Гілл-Сіті, шукала скам'янілості в індіанському заповіднику Шейєн-Ривер у західній частині Південної Дакоти поблизу міста Фейт. Наприкінці літа були знайдені кістки едмонтозавра і вчені збиралися завершити розкопки. Та, через несправність автомобіля, вони не змогли покинути місце розкопок. Згодом частина групи вирушила в місто, щоб полагодити авто. Сью Гендріксон в цей час вирішила обстежити недосліджені скелі неподалік. Під час прогулянки дослідниця виявила невеликі шматочки кістки, а вже згодом знайшла і великі кістки, що стирчали зі скелі. Повернувшись до табору з двома невеликими шматочками кісток, палеонтолог повідомила про відкриття президенту Інституту Блек-Гіллз Петеру Ларсону, який згодом за їхнім характерним контуром та фактурою визначив, що кістки належать тиранозавру. Після детального огляду місця знахідки розкопки були продовжені. На щастя, значна частина кісток динозавра добре збереглася. Раніше виявлені скелети тиранозаврів зазвичай не були завершеними й налічували не більше 50 % кісток. Натомість скелет Сью був повний більш ніж на 90 відсотків. З 360 відомих кісток динозавра було відновлено близько 250. На думку вчених, рештки збереглися добре бо, невдовзі після смерті, тіло було поховане під товщею грязюки й води, що завадило іншим тваринам переносити кістки. Неабиякою цінністю вважають великі розміри тиранозавра: довжина черепа, для прикладу, 1394 мм, а більшість зубів збереглися в дуже хорошому стані. Після завершення розкопок кістки були покриті рогожою та тинькуванням і перевезені до Інституту Блек-Гіллз.

## Суперечка та аукціон

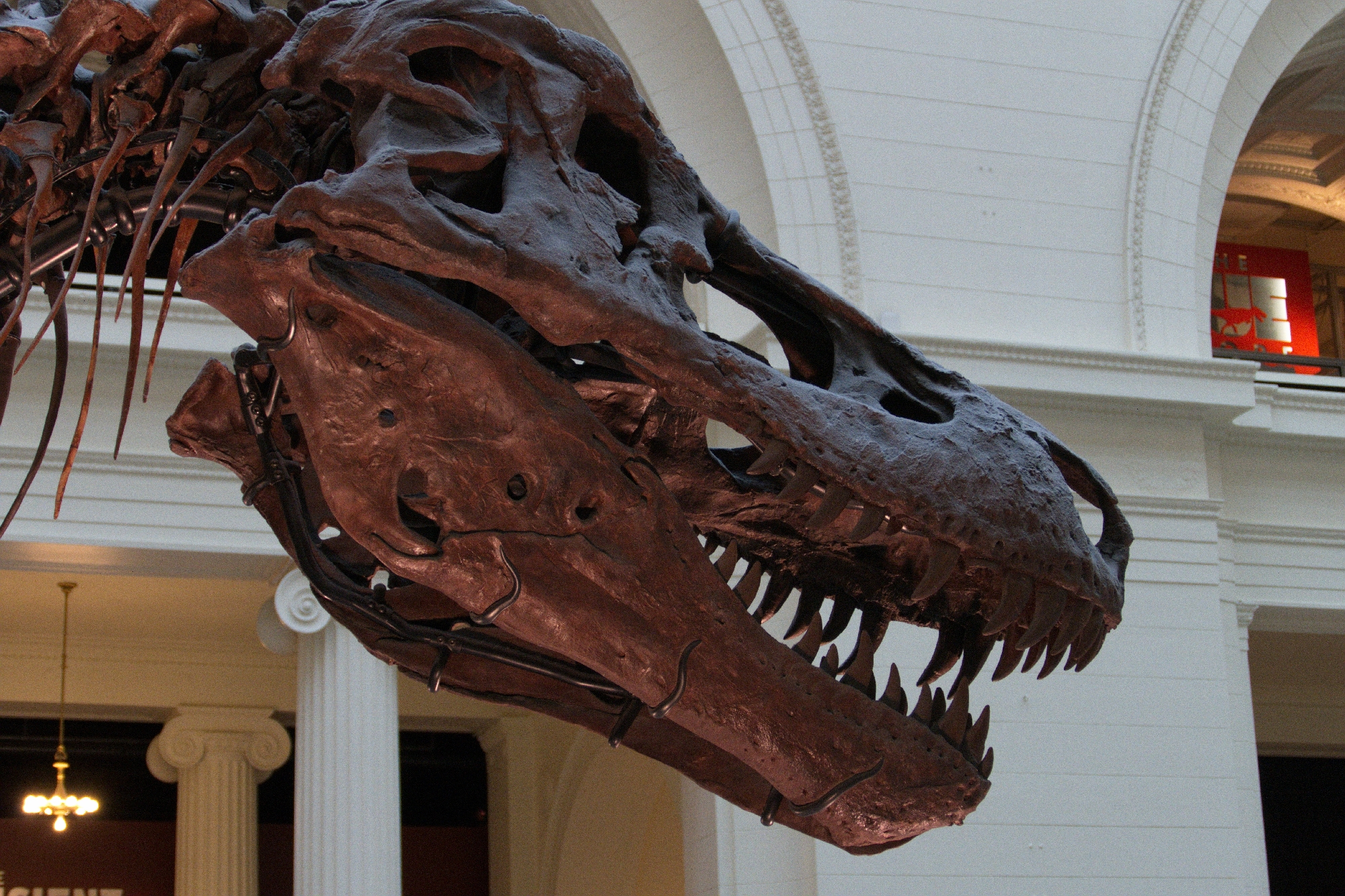
Череп Сью довжиною 1,394 м

Після виявлення скам'янілостей виникла суперечка щодо їхньої законної власності. Інститут Блек-Гіллз отримав дозвіл від власника землі Моріса Вільямса на розкопки та вилучення скелета, і, за словами Ларсона, заплатив Вільямсу за це 5000 доларів. Пізніше Вільямс стверджував, що він не отримував жодних грошей і дозволив Ларсону лише дістати із землі та очистити рештки для подальшого продажу. Вільямс був членом племені Сіу. Індіанці стверджували, що кістки належать їм. Однак землі, де було знайдено рештки, перебували на балансі відомства Міністерства внутрішніх справ Сполучених Штатів.
У 1992 році ФБР та Національна гвардія Південної Дакоти здійснили рейд до Інституту Блек-Гіллз та вилучили рештки. Уряд переніс кістки в Гірничо-технологічну школу Південної Дакоти, де скелет зберігався до врегулювання кримінальних та цивільноправових суперечок. У 1996 році Ларсон був засуджений до дворічного ув'язнення після пред'явлення йому звинувачень, не пов'язаних безпосередньо із розкопками. Після тривалого розгляду справи суд постановив, що Моріс Вільямс залишається власником землі, а тому рештки будуть йому повернені.
Вільямс вирішив продати кістки на аукціоні Сотбі. Тоді багато хто побоювався, що рештки потраплять у приватну колекцію, де люди не зможуть її побачити. Тому Музей природної історії ім. Філда попросив компанії та приватних осіб допомогти фінансово у придбанні Сью. Таким чином, дякуючи Університету штату Каліфорнія, Disney Experiences, МакДональдз, Ronald McDonald House Charities та окремим меценатам, 4 жовтня 1997 року рештки тиранозавра були придбані за 7,6 млн доларів при початковій ставці в 500 000 доларів США. Кінцева вартість становила 8 362 500 доларів США, що є найвищою сумою, яку коли-небудь платили за скам'янілості динозавра.

## Приготування

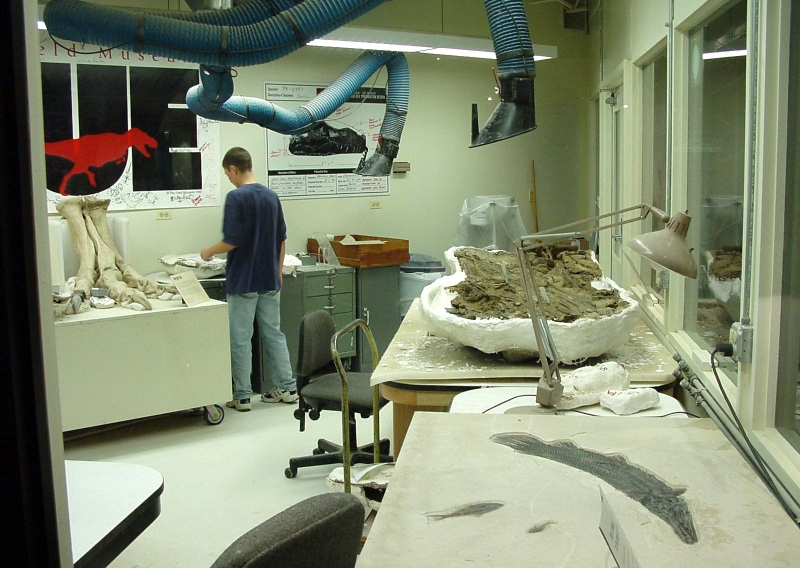
Робота з відновлення скелета Сью в лабораторії Музею природньої історії ім. Філда

Для перевезення кісток до Чикаго музей найняв спеціалізовану компанію з досвідом транспортування крихких предметів. Також МакДональдзом були створені та укомплектовані дві нові науково-дослідні лабораторії одна лабораторія була в самому музеї, а інша — у нещодавно відкритому Disney's Animal Kingdom у Дісней Ворлд в Орландо. Мільйони відвідувачів спостерігали за відновленням кісток Сью через скляні вікна в обох лабораторіях. Кадри процесу також розміщені на вебсайті музею. Позаяк декілька кісток так і не були виявлені, їх замінили на пластикові відповідники для завершення експоната. Модельовані кістки були забарвлені в пурпурний відтінок, щоб відвідувачі могли зрозуміти, які кістки справжні, а які — пластикові. Також були створені зліпки кожної кістки й проведена комп'ютерна томографія. Найбільшою ж проблемою при скануванні виявилася неможливість провести діагностику черепа Сью, оскільки він був занадто великим, щоб вміститися до будь-якого з відомих на той час сканера. Розв'язати проблему допомогла лабораторія Boeing в Каліфорнії, котра дозволила музею використати свій КТ-сканер, який зазвичай використовується для огляду деталей Спейс-Шаттл.